# Cleome paludosa
Cleome paludosa là một loài thực vật có hoa trong họ Màng màng. Loài này được Willd. ex Eichler mô tả khoa học đầu tiên năm 1865.